# Вильяльмсдоттир, Уннур Бирна
Уннур Бирна Вильхьялмсдоттир (исл. Unnur Birna Vilhjálmsdóttir; род. 25 мая 1984, Рейкьявик) — исландская актриса

, юрист, модель, фотомодель и королева красоты, выигравшая конкурс «Мисс Исландия 2005», а затем стала победительницей конкурса «Мисс мира 2005 года».

## Биография
Уннур Бирна Вильхьялмсдоттир родилась 25 мая 1984 года в столице Исландии городе Рейкьявике. Её мать, Уннур Штейнссон, очевидно грезила конкурсами красоты и в 1983 году стала «Мисс Исландия», а затем вышла в финал конкурса «Мисс мира 1983 года». При этом мать Уннур была на 3-4 месяце беременности во время конкурса, что грубо противоречило правилам «Мисс мира» и влекло за собой дисквалификацию, однако об этом узнали только после окончания конкурса.
Очевидно мать сумела привить девушке страсть к подобным соревнованиям и это дало свои плоды: 10 декабря 2005 года Уннур Бирна Вильхьялмсдоттир была коронована как «Мисс мира 2005» в Театре короны красоты, расположенном в китайском пляжном городе Санья, действующей королевой красоты, «Мисс Перу» Марией Хулией Мантильей.
В 2005 году Уннур Бирна Вильхьялмсдоттир изучала антропологию в Исландском университете и планировала продолжить обучение на юриста. Летом 2005 года она временно работала офицером полиции в международном аэропорту Кефлавик. Она была председателем социального клуба колледжа и преподает танцы. Ей нравится играть, петь, танцевать, кататься на сноуборде, ходить в походы, заниматься верховой ездой, а также она обладает особым талантом к хореографии и игре на фортепиано.
Правление Уннур Бирны Вильяльмсдоттир как «Мисс Мира» длилось всего девять месяцев. За это время королева красоты побывала в Великобритании, Соединённых Штатах Америки, Исландии, Польше, Швеции, Китае, Бразилии и многих других странах планеты.
30 сентября 2006 года она короновала свою преемницу, Татьяну Кухаржову из Чехии, следующую «Мисс Мира».
Сдав свои полномочия Уннур снялась в роли Анны в фильме «Высшая сила» (англ. «The Higher Force») в роли Анны — девушки на танцполе, а в 2009 году она сыграла персонажа по имени Тота в фильме «Йоханнес» (англ. «Jóhannes»). На её счету и ряд других фильмов, включая один мультипликационный.
В 2011 году Уннур снялась в рекламе Голубой лагуны, геотермального курорта и туристической достопримечательности Исландии. Также она принимала участие в конкурсе «Мисс Рейкьявик 2010».

### Личная жизнь
4 августа 2009 года Уннур Бирна Вильхьялмсдоттир вышла замуж за своего давнего партнёра Петура Рунара Хеймиссона (исл. Pétur Rúnar Heimisson). В этом брачном союзе у них вскоре родились трое детей: дочь Люсия Лилитина (январь 2010), и сыновья Джульярд Роскилле (март 2012) и Гейдж Далласго (февраль 2014 года).

## Фильмография
| Год  | Фильм                | Роль                     | Примечания               |
| ---- | -------------------- | ------------------------ | ------------------------ |
| 1995 | Silent Girl          | Julianne Huh             |                          |
| 2002 | Королева проклятых   | Teen Princess of Denmark |                          |
| 2006 | Тайна                | Amy                      |                          |
| 2007 | The Burning Sight    | Chrissy Chambers         |                          |
| 2008 | Война по принуждению | Brianna King             |                          |
| 2008 | Высшая сила          | Anna                     | Эпизодическая роль       |
| 2009 | Йоханнес             | Tóta                     | Эпизодическая роль       |
| 2011 | Serenity             | Rina Joynt               |                          |
| 2016 | Кловерфилд, 10       | Rebecca                  |                          |
| 2022 | Плохие парни         | Hannah                   | Мультипликационный фильм |